# Gele hersentrilzwam
De gele hersentrilzwam (Naematelia aurantia) is een schimmel die behoort tot de familie Naemateliaceae. Deze biotrofe parasiet leeft op de gele korstzwam (Stereum hirsutum). Het is een schimmelsoort die gele, gelatineuze basidiocarpen (vruchtlichamen) produceert. 

## Naamgeving
De naam Tremella aurantia werd voor het eerst gepubliceerd in 1822 door de Duits-Amerikaanse mycoloog Lewis David de Schweinitz, op basis van collecties uit North Carolina. In 1921 werd de soort door Edward Angus Burt overgebracht naar Naematelia, maar bleef beter bekend als Tremella aurantia totdat moleculair onderzoek, gebaseerd op cladistische analyse van DNA-sequenties, aantoonde dat Naematelia een apart geslacht was.

## Kenmerken
Vruchtlichamen zijn gelatineus, heldergeel, tot 15 cm breed en gelobd tot frondose (zoals zeewier). Microscopisch worden de hyfen geklemd en komen ze voor in een dichte gelatineuze matrix. Haustoriale cellen ontstaan op de hyfen en produceren filamenten die zich hechten aan en doordringen in de ongeklemde hyfen van de gastheer. De basidia zijn tremelloid (bolvormig tot ellipsoïde, met schuine tot verticale septa), soms gesteeld en meten 13–14 × 9–13 μm. De basidiosporen zijn subglobose tot ellipsoïde, glad, 5,5-9,5 × 4,5-7,5 μm en ontkiemen door hyfenbuis of door gistcellen.

## Soortgelijke soorten
- Naematelia aurantialba is een zeer vergelijkbare soort die in China wordt gekweekt voor voedsel en medicijnen. Het werd pas in 1990 beschreven en verschilt grotendeels in microscopisch kleine details.
- Gele trilzwam (Tremella mesenterica) is een wijdverspreide schimmel in het noorden van de gematigde streken die ook felgele, geleiachtige vruchtlichamen heeft, maar parasiteert op het mycelium van Peniophora-soorten, vaak op dode, aangehechte twijgen.

## Habitat en verspreiding
Naematelia aurantia is een parasiet van Stereum hirsutum, groeit op en vaak volledig omhullende basidiocarpen van de gastheer. In navolging van zijn gastheer worden vruchtlichamen meestal gevonden op dode, aangehechte of gevallen takken van loofbomen.
De soort heeft een voornamelijk noordelijke gematigde verspreiding en is bekend in heel Noord- en Zuid-Amerika, Europa en Noord-Azië.